# Aeroportul Dolisie
Aeroportul Dolisie (IATA: DIS, ICAO: FCPD) este un aeroport din Republica Congo ce deservește zona Dolisie. A fost numit după zona deservită.
Situat la o altitudine de 326 m, aeroportul dispune de o singură pistă.